# Isabelle Graw
Isabelle Graw (née en 1962 à Hambourg) est une historienne de l'art, critique d'art, éditrice et commissaire d'exposition allemande. Elle est professeure de théorie de l'art à l'École Städel de Francfort-sur-le-Main, où elle a cofondé l'Institut pour la critique d'art en 2003. En 1990, elle est cofondatrice de la revue Texte zur Kunst.

## Prix
En 2003, Graw a reçu le Prix Will-Grohmann (de) de l'Académie des arts de Berlin. En 2018, elle a reçu la bourse OPUS MAGNUM de la Fondation Volkswagen (de), qui lui permet d'écrire son projet de recherche The Value of Art.